# Litmuoroaivi
Litmuoroaivi är en kulle i Finland.   Den ligger i den ekonomiska regionen Norra Lappland och landskapet Lappland, i den norra delen av landet, 1 000 km norr om huvudstaden Helsingfors. Toppen på Litmuoroaivi är 443 meter över havet.
Terrängen runt Litmuoroaivi är platt åt sydost, men åt nordväst är den kuperad.  Trakten runt Litmuoroaivi är nära nog obefolkad, med mindre än två invånare per kvadratkilometer. Det finns inga samhällen i närheten. Omgivningarna runt Litmuoroaivi är i huvudsak ett öppet busklandskap.